# Antony and Cleopatra (film, 1908)
Pour plus de détails, voir Fiche technique et Distribution.
Antony and Cleopatra est un film muet américain réalisé par James Stuart Blackton et Charles Kent, sorti en 1908.

## Synopsis
Les amours de Marc Antoine et de Cléopâtre et leur défaite face à Octave, à la bataille d'Actium.

## Fiche technique
- Titre : Antony and Cleopatra
- Réalisation : James Stuart Blackton, Charles Kent
- Scénario : d'après la tragédie de William Shakespeare
- Producteur : James Stuart Blackton
- Photographie : Joseph Shelderfer
- Société de production : Vitagraph Company of America
- Société de distribution : Vitagraph Company of America
- Pays d'origine :  États-Unis
- Langue : film muet avec les intertitres en anglais
- Métrage : 303 m
- Format : Noir et blanc - 35 mm - 1,33:1  -  Muet
- Genre : Film dramatique, Film historique
- Durée : 11 minutes
- Date de sortie : 
  -  États-Unis : 3 novembre 1908

## Distribution
- Maurice Costello : Marc Antoine
- Florence Lawrence : Cléopâtre
- William V. Ranous : Octave
- Charles Chapman
- Betty Kent
- William Phillips
- Paul Panzer